# アイマラ

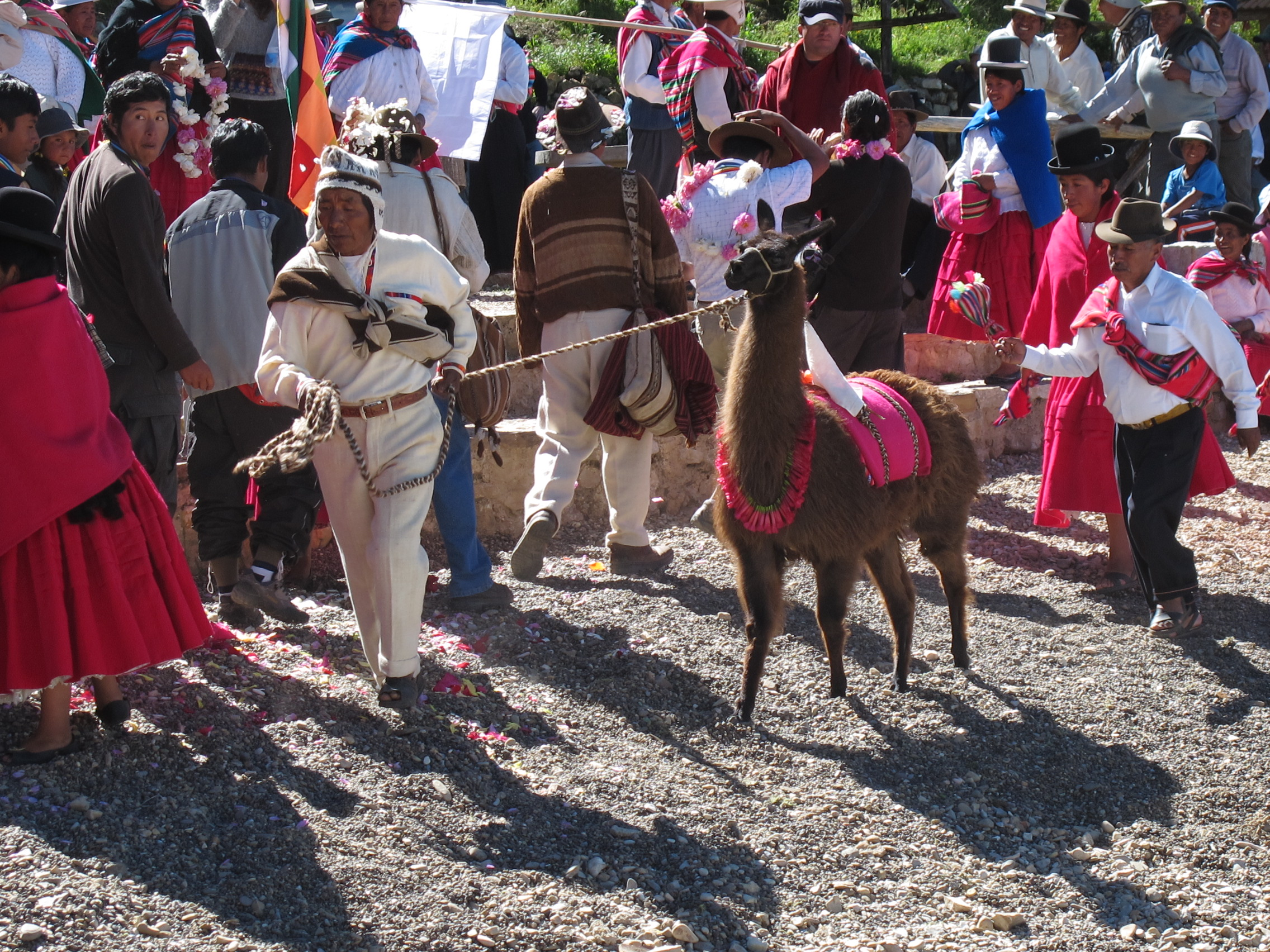
アイマラ

アイマラ（西: Aymara）は、南アメリカのボリビア、ペルーやチリのアンデス地域に住む先住民族、インディオの一部族。
ボリビア、ペルーのチチカカ湖周辺、およびチリやアルゼンチンの一部に住む。人口はおよそ300万人といわれている。アイマラ語を話す。

## 歴史

アイマラ族の部族国旗（ウィファラ）

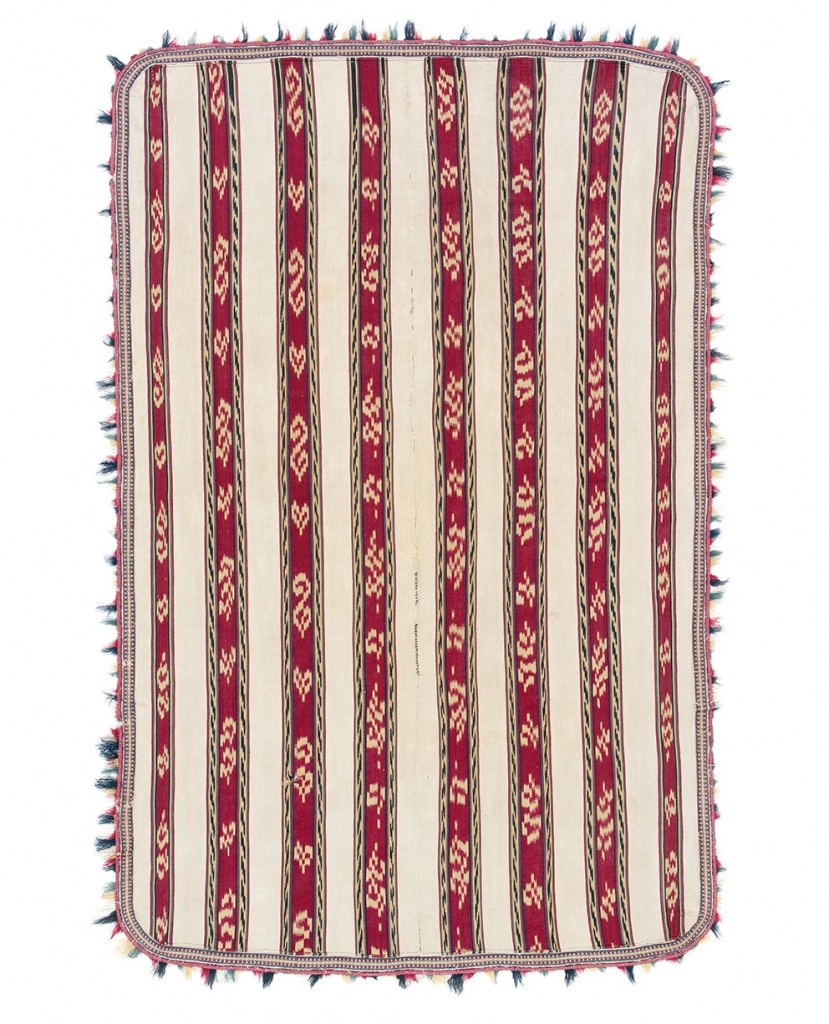
アイマラ族のポンチョ（17-18世紀）

### アイマラ族
アイマラ族の歴史については、さまざまな説がある。一説では、アルティプラーノの代表的な遺跡であるティワナク遺跡(紀元前後頃から紀元後12世紀頃)の主な担い手だったという説があり、他方で、紀元12世紀頃にティワナク社会が崩壊したあと、チリやペルー南部の海岸部から北上してきたという説もある。
サンプルは少ないものの、ミトコンドリアDNA (以下、mDNA) による分析で、現在のアイマラ族とチリ北部にあるサン・ペドロ・デ・アタカマから発見されたミイラから採取したmDNAが近いという調査結果もある。同じく、ティワナク遺跡出土の人骨から採取したmDNAはアマゾンの先住民に近く、アイマラ族とはやや離れるという説もある。これもサンプル数が少ないため確証にはいたっていない。さらに、言語の系統から、リマ東方の山間部がアイマラ語族の故地という説もある（後述）。

### アイマラ諸王国
いずれにせよ、歴史上、確実にアイマラ族がチチカカ湖沿岸に現れるのは、ティワナク社会崩壊後の紀元後13世紀頃からである。チチカカ湖周辺はかつて、ウルコスーユ (Urcosuyu) と呼ばれていた。この時期には、アイマラ諸王国（ルパカ、パカヘ、コリャなど）がチチカカ湖沿岸に割拠していたといわれている。
やがて彼らが現在のペルー領にルパカ王国 (Lupaqa) を、ボリビア領にパカヘ王国 (Paqaje) などのアイマラ諸王国を築いたという説がある。このルパカ王国は、在来のウルあるいはプキーナ語族の人々を圧迫し、チチカカ湖沿岸を支配するに至ったという説がある。ただし、コリャ王国に関しては、ウル-プキーナ語族系統という説もある。しかし、これらの記録は、インカ帝国崩壊後の、スペイン人征服者たちの記録によるものであり、内容は整合性を持たない部分も多い。
彼らアイマラ諸王国は、現在のペルー南部の河谷、モケグワ川などに飛び地を持っていたことが、スペイン人による記録文書に記されている。現在ではチリ領になった地域にも飛び地があったため、現在では本拠地のアルティプラーノとは分断されてしまったところもある。同時に、コチャバンバにも飛び地を持っていたらしい。飛び地では、アルティプラーノでは栽培できない植物、たとえばトウモロコシやコカなどを育て、さらに樹木も伐採していたらしいことがスペイン人によって記録されている。　

### インカ帝国（タワンティン・スウユ）
インカ帝国が興ったとき、チチカカ湖周辺にはアイマラ族の王国が割拠していた。インカはその諸王国の争いに乗じて各王国を併呑していった。しかし、インカ帝国内における一定の権利をアイマラ族たちは保持していたといわれている。また、こういった関係から、ケチュア語にはアイマラ語からの借用語が多い。

### スペイン人による征服後
スペイン人による征服後、アイマラ族は1781年にトゥパク・カタリを中心として植民地政府に対して戦いを起こしている（トゥパク・アマルー2世の反乱）。しかし、最終的に反乱としておさえ込まれ、トゥパク・カタリは捕らえられ処刑される。1970年代に盛んになったトゥパク・カタリ運動の名称は、この歴史事実に由来する。

## 現代

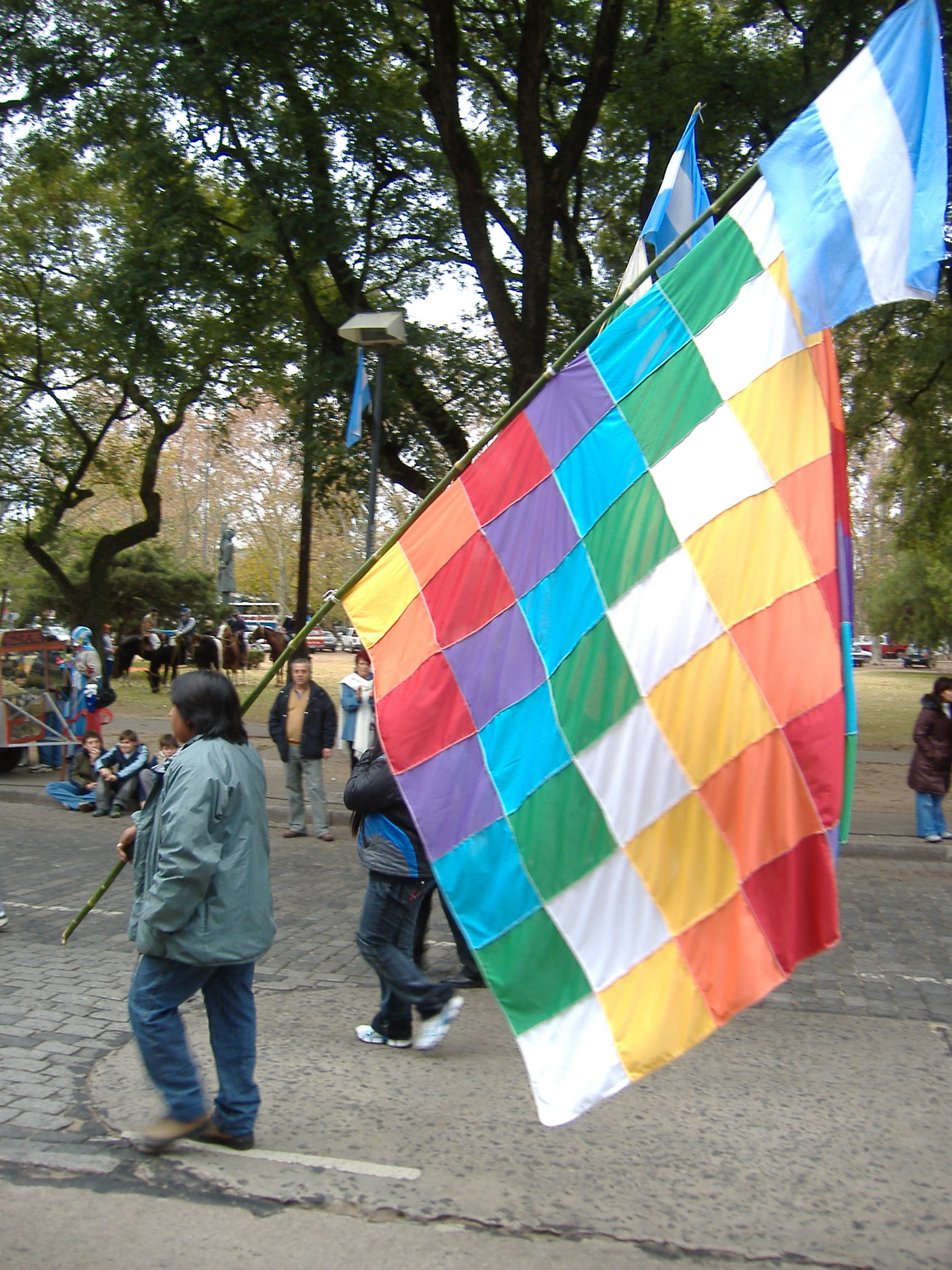
アイマラ族の旗、ウィファラを手にした人

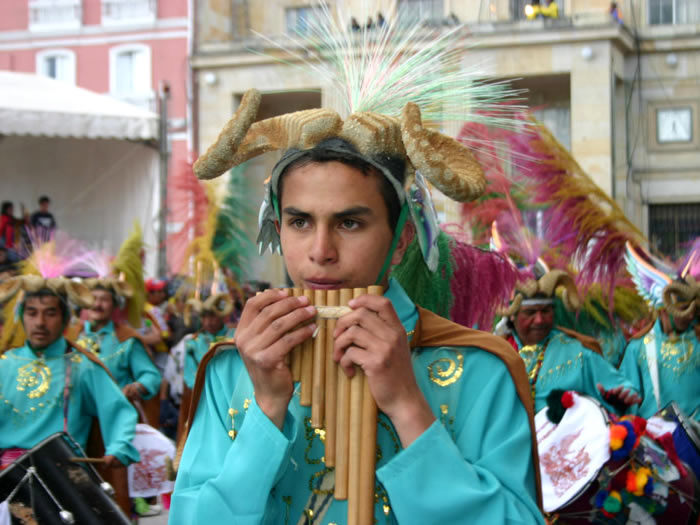
サンポーニャを吹く男性

国境を越えたアイマラ族としての帰属意識（国境を超えての同一集団、同一民族としてのアイデンティティー）は薄い。これはケチュア族などと同様、アンデス先住民に見られる特徴である。
ただし、2004年に「国境なきアイマラ (Aymaras sin Fronteras) 」という運動が起こるなど、国境を越えた形でのアンデス中央高地南部に広がるアイマラ・アイデンティティーを広げようとする動きも、一部ではあるが現れつつある。国境沿いにあるアイマラ族の村々やと隣国にあるアイマラの村とのつながりなどを通して、アイマラのアイデンティティーの復権、仲違いしていたアイマラ同士の和解、国境を越えたアイマラ族の統合などを訴えている。しかし、今回は、ボリビア国内政治に対する戦略的要素が強く、今後の動きが注目される。
ボリビアの先住民、特にアイマラ族は、政府のあるアルティプラーノに多く居住することもあり、近年、政治的発言権を大きくしつつある。ただし、以前はある程度おおきくまとまっていたのに対して、最近では、労組などを支持母体とする政治集団の力は分散されてしまっている。そのため、道路封鎖などの抗議行動でも、その参加をめぐって意見がわれることがしばしば見られるようになってきている。それでも、近年、ボリビアではラパス県を中心に、アイマラ族の人たちは政治的な力をつけてきており、2000年にはラパス市を包囲する事態にまで至っている。2003年から2005年に発生したボリビアガス紛争では、エル・アルト住人やアイマラ族たちの運動が非常に激しさを増した。
ボリビアに住むインディオやメスティーソには、ママニ(Mamani)やキスペ(Quispe)という名字の人が多いが、これらの名字はアイマラ族やケチュア族に由来するとされる。現在は、都市部などではケチュアやヨーロッパ人との混血がきわめて進んでいるが、これらの苗字によって出自がわかることが多い。また、現在よりもインディオに対する差別や偏見が強かった時代においては、アイマラ族由来の名字を嫌って、ヨーロッパ風の名字に変えてしまった人も多かった。たとえば、QuispeはQuisbertといったスペイン風の名前に変えていった。
アイマラ人のエボ・モラレスが、2005年12月18日、ボリビア大統領選挙で勝利し、2006年の1月22日よりボリビア大統領に就任している。

## 宗教
キリスト教が浸透するよりも前のアイマラ族の人たちは、死んだ人は神になると考えていた。また、各人の墓が作られ、身分によって墓のグレードが違っていた。さらに、山や木、岩などに神が宿るという、いわゆる八百万の神のような考え方を持っていた。
このように多神教であったが、アイマラやインカを含めたアンデス地方で最も信仰を集めていた神は大地を司どる地母神パチャママであり、現在でも広く信仰され続けている。トゥヌパは自然現象を司っており、かつてはパチャママと並ぶ信仰対象であった。
現代ではヤスタイ（Yastay/Llastay）は二次的な大地の男神で、鳥類や地上や山上の動物の守護神とされる。よってリャマ、ビクーニャ、グアナコなどラクダ科動物、巨鳥コンドルを守る。特に動物の子供を狙うハンターは敵視され、ヤスタイがこれらを恐怖させ、あるいは発狂させる
プフジャイ（Pujllay）は、ダンスのプクジャイの別名でもあるが、謝肉祭（カーニバル）の精霊とも説明される。サッパン・スックーンはディアギータ族の俗信やアイマラ族の民話に語られる女神で、人間が自分の子らを託して授乳させる、また、動物の子供を肉食獣やハンターから守ると言われる。

## 伝統文化
アンデス地方のフォルクローレの主要な楽器の一つであるサンポーニャは、アイマラが起源であると考えられている(注：ノート:アイマラ参照)。サンポーニャはアイマラ語では「シク (sikuまたはsicuまたはsiqu)」と呼ばれ、サンポーニャを吹いて踊る人を「シクーリ (sikuri)」と呼んだ。スーリシクーリの項も参照されたい。